# Матиенко, Анна Анатольевна
А́нна Анато́льевна Матие́нко (до 2007 — Ле́вченко; р. 12 июля 1981, Прохладный Кабардино-Балкарской АССР) — российская волейболистка. Двукратная чемпионка России, чемпионка Европы 2013. Связующая. Мастер спорта России.

## Биография
Начала заниматься волейболом в ДЮСШ № 2 города Прохладный Кабардино-Балкарской АССР. Первый тренер — А. В. Недоступ. В 1998 переехала в Липецк.
В 1999 году Анна Левченко дебютировала в чемпионате России, выступая за команду второй лиги «Магия»-2 (Липецк). Начинала игровую карьеру на позиции диагональной нападающей, но в ряде матчей в составе липецкой команды выходила на площадку в качестве связующей. Окончательно игровое амплуа спортсменки было определено в подмосковном «Заречье-Одинцово», куда из Липецка волейболистка перешла в 2000 году вместе с Юлией Меркуловой.

### Клубная карьера
- 1999—2000 —  «Магия»-2 (Липецк);
- 2000—2008 —  «Заречье-Одинцово» (Московская область);
- 2008—2012 —  «Динамо» (Москва);
- 2012—2013 —  «Северсталь» (Череповец);
- 2013—2014 —  «Динамо» (Краснодар);
- 2014—2015 —  «Уралочка-НТМК» (Свердловская область);
- 2015—2016 —  «Динамо-Казань» (Казань);
- 2016—2017 —  «Идманоджагы» (Трабзон);
- 2017—2018 —  «Протон» (Саратовская область);
- 2018—2019 —  «Динамо» (Краснодар);
- 2019—2024 —  «Ленинградка» (Санкт-Петербург).

## Достижения

### С клубами
- двукратная чемпионка России — 2008, 2009;
  - 4-кратный серебряный призёр чемпионатов России — 2006, 2010, 2011, 2012;
  - двукратный бронзовый призёр чемпионатов России — 2015, 2024;
- 7-кратный победитель розыгрышей Кубка России — 2002, 2003, 2004, 2006, 2007, 2009, 2011;
  - 3-кратный серебряный призёр Кубка России — 2008, 2017, 2023;
  - бронзовый призёр Кубка России 2013;
- двукратный серебряный призёр Лиги чемпионов ЕКВ — 2008, 2009;
- серебряный призёр Кубка ЕКВ 2007.
- серебряный призёр Кубка вызова ЕКВ 2015.

### Со сборной России
В сборной России дебютировала в 2011 году.
- чемпионка Европы 2013;
- участница Олимпийских игр 2012;
- участница Гран-при 2011 и 2013;